# James Hubert Price
James Hubert Price (7 settembre 1878 – Richmond, 22 novembre 1943) è stato un politico statunitense.

## Biografia
Fu il cinquantatreesimo governatore della Virginia. Studiò al Dunsmore Business College, ed in seguito fu insegnante presso lo stesso istituto. Prima di diventare governatore dello stato fu anche vice-governatore (dei suoi predecessori John Garland Pollard e George C. Peery).
Sposò Lillian Martin da cui ebbe due figli.